# Carl Fredman
 Carl Fredman född 1717 död i slutet av 1700-talet i Neapel Italien var en svensk-italiensk urmakare. Han var son till Andreas Fredman och bror till Johan Fredman.
Fredman vistades vid sin fars död 1737 i London, under 1740-talet bosatte han sig i Neapel där han var verksam som urmakare och från 1749 svensk konsul i Neapel. Han besökte Sverige under 1750-talet och ingav till Kunglig Maj:t en skrivelse där han och hans brorson önskar starta en urfabrik i Stockholm enligt utländsk modell. Tanken var att arbetarna skulle hämtas från stadens barnhus och att de mot en ersättning på 1 200 daler kopparmynt skulle utbildas i den mekaniska och urmakarekonsten av Fredman. Eftersom Fredman inte fick något positivt besked av Kunglig Maj:t återvände han till Italien.